# Молдован Дмитро Васильович
Дмитро Васильович Молдован (нар. 31 березня 1987, Костянтинівка, Донецька область, УРСР) — український футболіст, нападник, головний тренер російського клубу «Улан» (Кизил).

## Клубна кар'єра
Розпочав займатися футболом у клубі «Металург» (Костянтинівка). Перший тренер — Володимир Миколайович Ігнатенко. Згодом перейшов в академію донецького «Шахтаря». Влітку 2004 року був переведений у «Шахтар-2». У Першій лізі дебютував 18 липня 2004 року в матчі проти хмельницького «Поділля» (2:2). 29 жовтня 2004 дебютував у Вищій лізі в матчі «Кривбас» — «Шахтар» (1:2). Взимку 2005 року був орендований запорізьким «Металургом». У другій половині сезону 2008/09 років виступав в оренді за луганську «Зорю». 1 вересня 2009 року був орендований алчевською «Сталлю», яка виступала в першій лізі. Закріпитися в команді не зумів, оскільки завадили наслідки травми коліна, тому виступав за аматорський фарм-клуб алчевців, «Сталь-2», у складі якого продовжив кар'єру після завершення контракту з «Шахтарем». У 2011 році перейшов до команди рідного міста, «Конті», у футболці якого й завершив кар'єру футболіста.

## Кар'єра в збірній
За юнацьку збірну України (U-17) провів 19 матчів забив 5 м'ячів. У юнацькій збірній України (U-19) років провів 13 матчів і відзначився 3 голами.

## Кар'єра тренера
З 25 вересня 2015 року взятий на посаду головного тренера дитячого клубу «Улан» (Кизил). У 2017 році тренер ДЮСШ «Фортуни».

## Статистика виступів

### Клубна
| Сезон   | Клуб                   | Ліга       | Чемпіонат | Чемпіонат | Кубок | Кубок | Дубль | Дубль |
| Сезон   | Клуб                   | Ліга       | Матчі     | Голи      | Матчі | Голи  | Матчі | Голи  |
| ------- | ---------------------- | ---------- | --------- | --------- | ----- | ----- | ----- | ----- |
| 2004/05 | «Шахтар-2»             | Перша ліга | 9         | 2         | —     | —     | —     | —     |
| 2004/05 | «Шахтар» (Донецьк)     | Вища ліга  | 2         | 0         | 0     | 0     | 4     | 1     |
| 2004/05 | «Металург» (Запоріжжя) | Вища ліга  | 1         | 0         | 0     | 0     | 3     | 0     |
| 2005/06 | «Шахтар-3»             | Друга ліга | 5         | 0         | —     | —     | —     | —     |
| 2005/06 | «Шахтар-2»             | Перша ліга | 4         | 0         | —     | —     | —     | —     |
| 2005/06 | «Шахтар» (Донецьк)     | Вища ліга  | 0         | 0         | 0     | 0     | 2     | 2     |
| 2006/07 | «Шахтар-3»             | Друга ліга | 12        | 5         | —     | —     | —     | —     |
| 2006/07 | «Шахтар» (Донецьк)     | Вища ліга  | 0         | 0         | 0     | 0     | 8     | 2     |
| 2007/08 | «Шахтар-3»             | Друга ліга | 7         | 2         | —     | —     | —     | —     |
| 2007/08 | «Шахтар» (Донецьк)     | Вища ліга  | 0         | 0         | 0     | 0     | 2     | 1     |
| 2008/09 | «Шахтар» (Донецьк)     | Вища ліга  | 0         | 0         | 0     | 0     | 6     | 0     |
| 2008/09 | «Зоря» (Луганськ)      | Вища ліга  | 7         | 0         | 0     | 0     | 2     | 0     |
| 2009/10 | «Сталь» (Алчевськ)     | Перша ліга | 7         | 0         | 0     | 0     | —     | —     |

## Особисте життя
Одружений.

## Досягнення
- Вища ліга чемпіонату України
  -  Чемпіон (1): 2005

- Перша ліга чемпіонату України
  -  Бронзовий призер (1): 2009